# Addicted (chanson de Simple Plan)
Pour les articles homonymes, voir Addicted (homonymie).
 (septembre 2019).
Si vous disposez d'ouvrages ou d'articles de référence ou si vous connaissez des sites web de qualité traitant du thème abordé ici, merci de compléter l'article en donnant les références utiles à sa vérifiabilité et en les liant à la section « Notes et références ».
Addicted est une chanson du groupe de rock canadien Simple Plan qui se retrouve sur leur premier album No_Pads,_No_Helmets...Just_Balls. Addicted a été diffusée pour la première fois à la radio le 25 février 2003 .

## Classements
Addicted est la première chanson de Simple Plan à atteindre le top 50 hit. Le 9 août 2003, elle atteignait la 45e position du classement Hot 100.  En 2004, à la suite de sa sortie en Australie, elle culminait au top 10. 